# Vanadoal·lanita-(La)
La vanadoal·lanita-(La) és un mineral de la classe dels silicats. Rep el nom per ser l'anàleg amb lantani i vanadi dominant de la sèrie al·lanita.

## Característiques
La vanadoal·lanita-(La) és un sorosilicat de fórmula química {CaLa}{V3+AlFe2+}(Si₂O₇)(SiO₄)O(OH). Va ser aprovada com a espècie vàlida per l'Associació Mineralògica Internacional l'any 2012. Cristal·litza en el sistema monoclínic.

## Formació i jaciments
Va ser descoberta a un dipòsit de manganès situat a Shobu, a la ciutat d'Ise, que es troba a la prefectura de Mie (Kinki, Japó). Es tracta de l'únic indret de tot el planeta on ha estat descrita aquesta espècie mineral.